# 不需要…完美得可怕！
《不需要…完美得可怕！》是盧巧音的第一張個人專輯，於1998年推出。專輯名稱《不需要…完美得可怕！》是取錄自專輯內歌曲《垃圾》的其中一句歌詞，全碟歌詞由黃偉文一手包辦，及著名音樂人陳輝陽監製。
《垃圾》是陳輝陽作品中的「垃圾系列」作品，意指旋律優美的歌曲以慘絕幽怨的編曲演繹出。

## 曲目[1]
| 曲序 | 曲目     | 作曲           | 编曲           |
| ---- | -------- | -------------- | -------------- |
| 1.   | 800伴    | 陳輝陽         | Pete Lewis     |
| 2.   | 自戀影院 | 陳輝陽         | 陳輝陽         |
| 3.   | 垃圾     | 陳輝陽         | Ted Lo、陳輝陽 |
| 4.   | 沮喪     | 李伯健         | Pete Lewis     |
| 5.   | 唱你     | 陳輝陽、盧巧音 | 陳輝陽         |